# Корніш-рекс
Корніш рекс, Корнуолльський рекс (англ. Cornish rex, CRX)  — порода кішок, що походить від короткошерстих кішок у результаті природної мутації.

## Історія
У 1950 році в Англії у провінції Корнуолл у Бодміні була виявлена перша кішка з кучерявою шерстю, прамати породи. У результаті селекційної роботи була сформована нова порода з гарною хвилястою, кучерявою шерстю, що лежить крутою хвилею, як у ягняти. В 1967 році був прийнятий стандарт і кішки допущені на виставки. Пізніше були визнані багатьма фелінологічними організаціями (GCCF, FIFE, WCF й іншими). Сьогодні відомі в багатьох країнах світу. На основі корніш рекса були створені такі породи, як німецький і богемський рекси.

## Характер
За характером та звичками, фізіологічними особливостями кішки подібні до девон рексів.

## Зовнішній вигляд
Кішка породи корніш рекс — це елегантна тварина середніх розмірів, з короткою, тонкою, що нагадує каракуль, теплою на дотик шерстю. Тіло міцне, з тонким кістяком, довге, струнке, поставлене високо на ногах. Стегна мускулясті, міцні, виглядають більш об'ємними в порівнянні з усім тілом. Спина вигнута. Плечі міцні. Хрестець заокруглений і мускулястий. Кінцівки довгі, тонкі, прямі. Лапи витончені, маленькі, трохи овальні. Хвіст довгий, тонкий, дуже гнучкий, звужується до кінця, повністю вкритий завитою шерстю.
Голова порівняно маленька й загострена, утворює клин середньої довжини. Довжина голови приблизно на третину більша, ніж її максимальна ширина. Череп плаский. Профіль від середини чола до кінчика носа виглядає як пряма лінія. Чоло округле. Спинка носа має високу опуклість. Довжина носа дорівнює одній третій довжини голови. Морда трохи звужується до заокругленого кінця. Щоки пласкі, мускулясті. Підборіддя добре розвинене. Вуса й брови довгі, хвилясті. Вуха насторожені, рухливі, вертикально й високо поставлені, великі, широкі біля основи, з округлими кінчиками. Зверху вушні раковини вкриті тонкою шерстю. Очі мигдалеподібної форми, середнього розміру. Колір очей повинен відповідати забарвленню: зеленувато-золотавий, зелений або жовтий (у сирексів очі блакитні). Шия довга, тонка, витончена.
Шерсть коротка, тонка, відносно густа, дуже м'яка, шовковиста, без остьового волосся. Являє собою тугі, однакові хвилі, прилеглі до тіла. Шерсть на підборідді, грудях і животі коротша. Розміри й глибина хвиль можуть коливатися.

### Забарвлення
Допускаються всі колірні варіації з білим і без, а також сіамські (сирекси). Допускається асиметричний білий малюнок. Не допускаються сіамські забарвлення з білим.

## Світлини

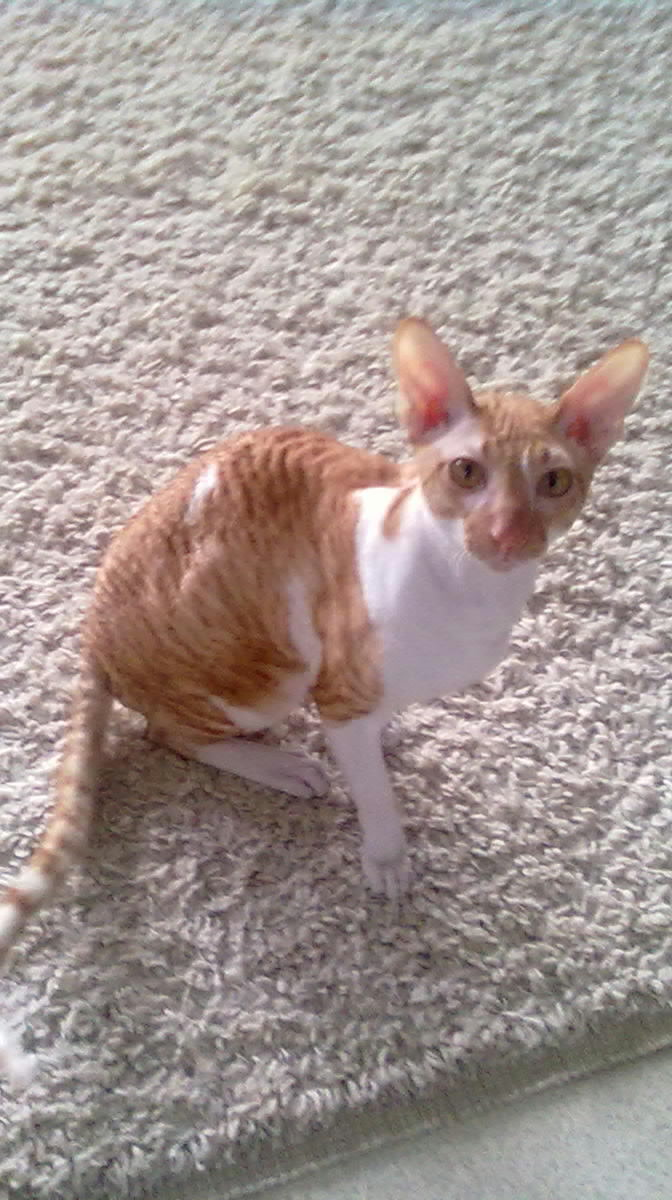
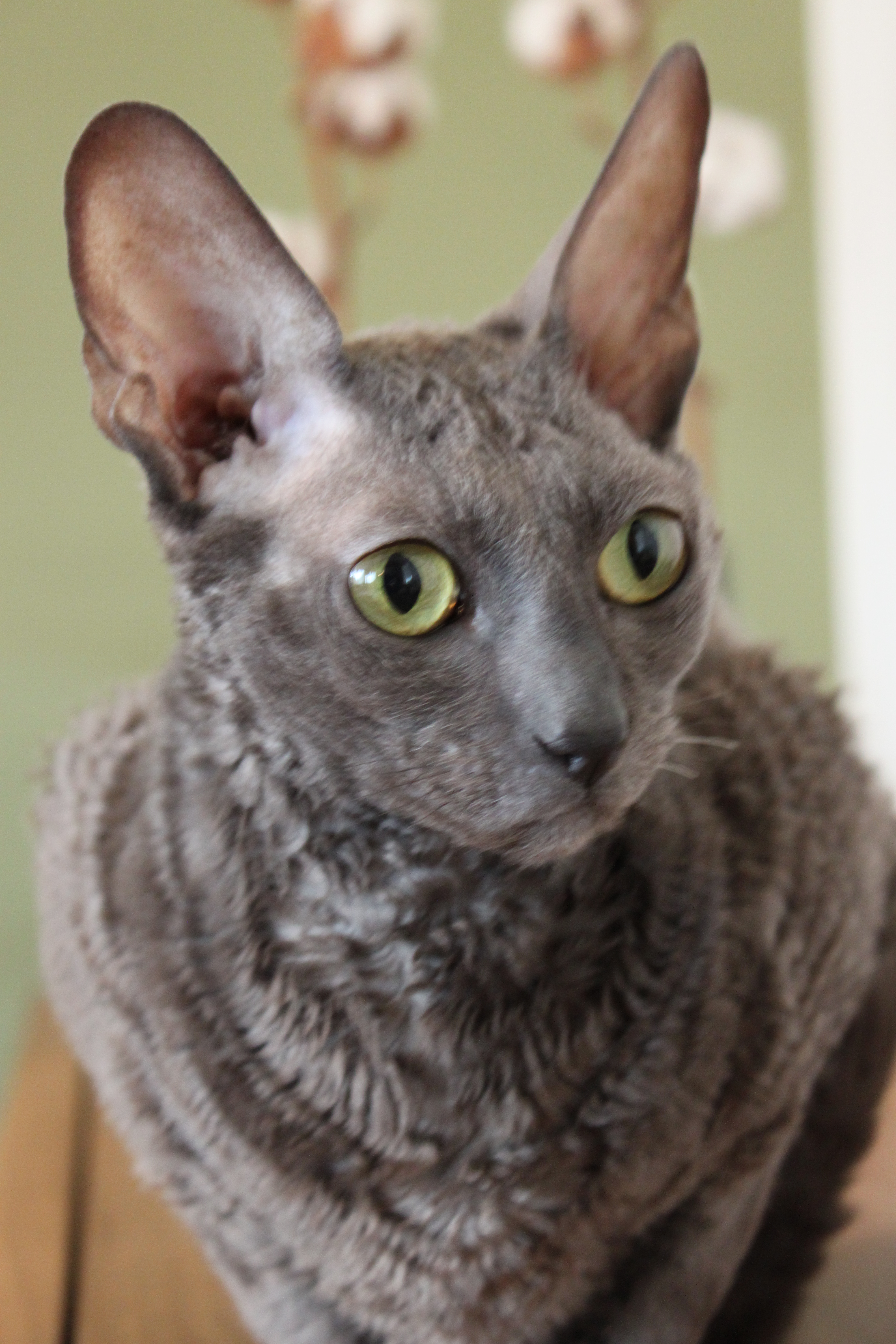
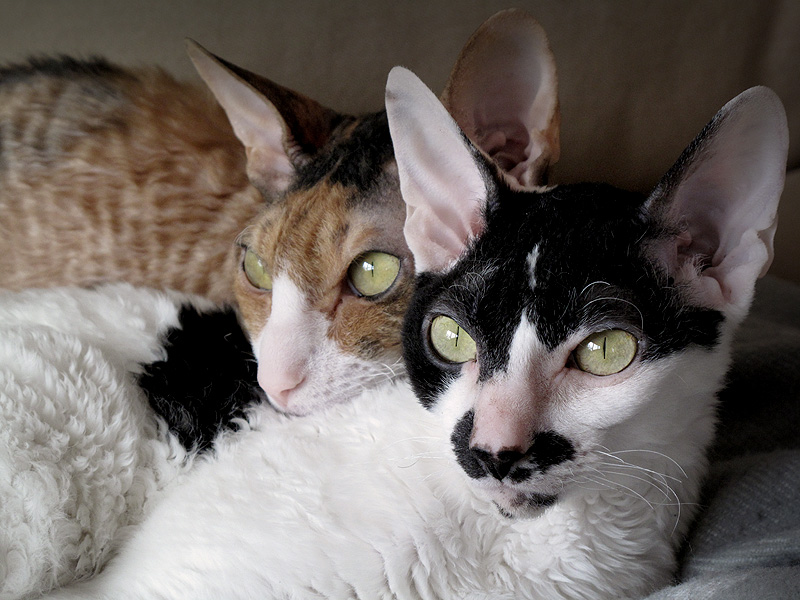
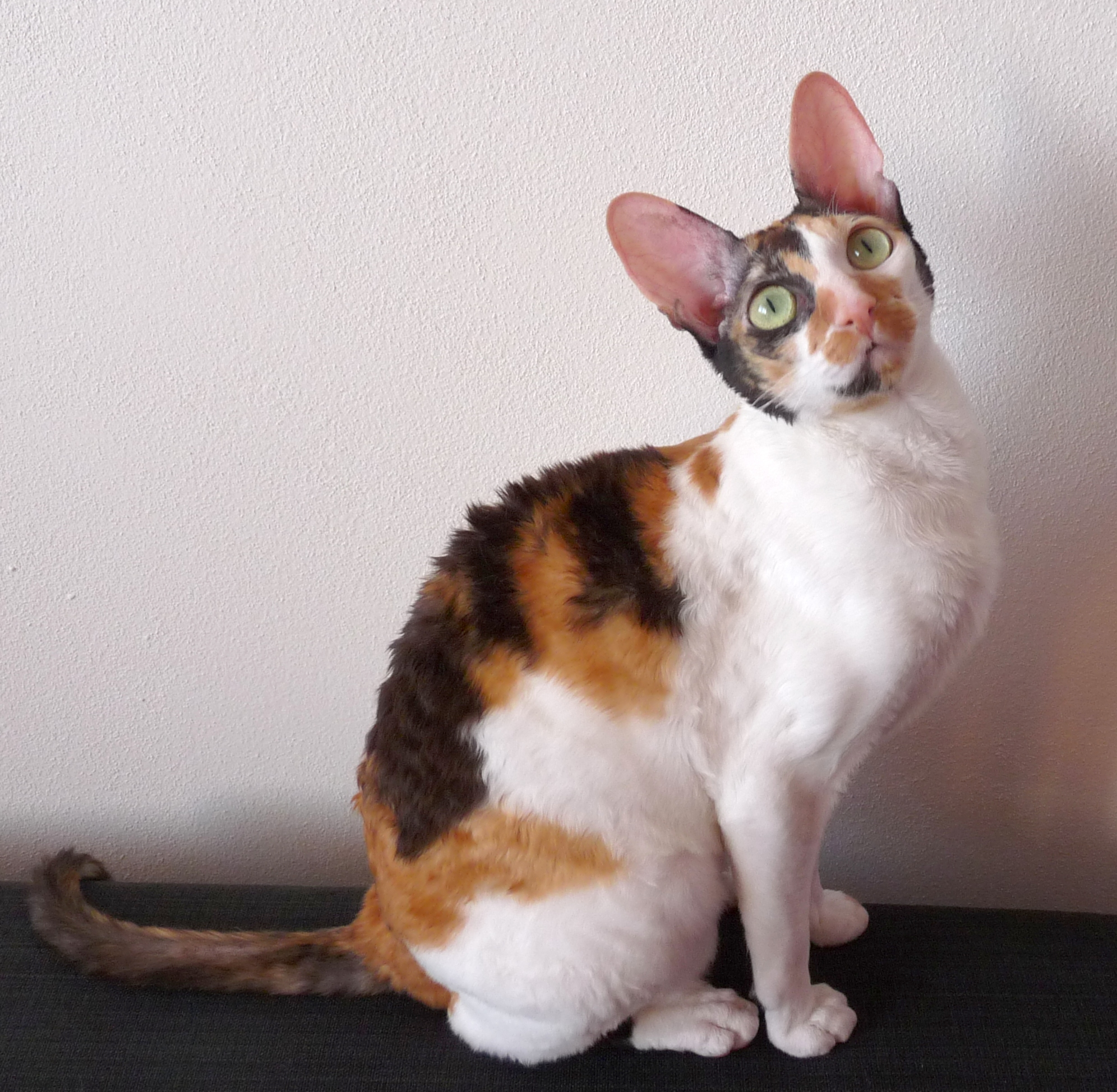
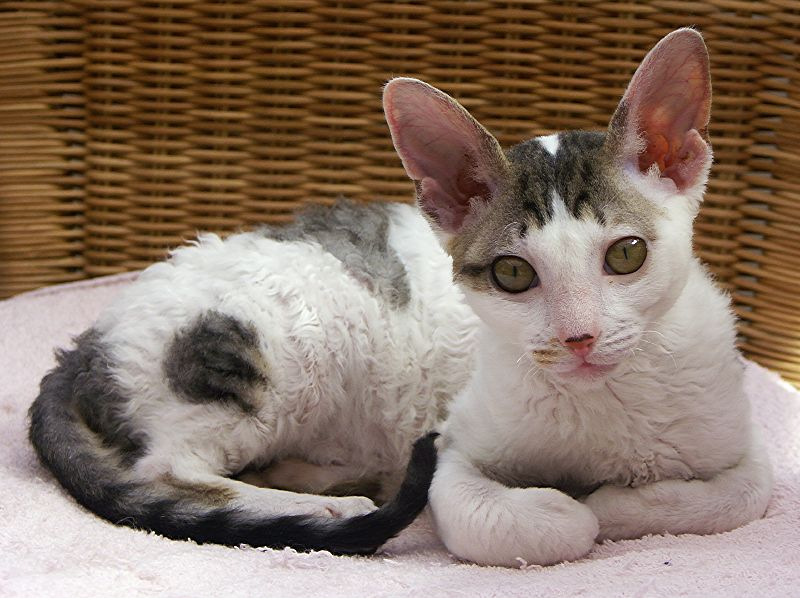
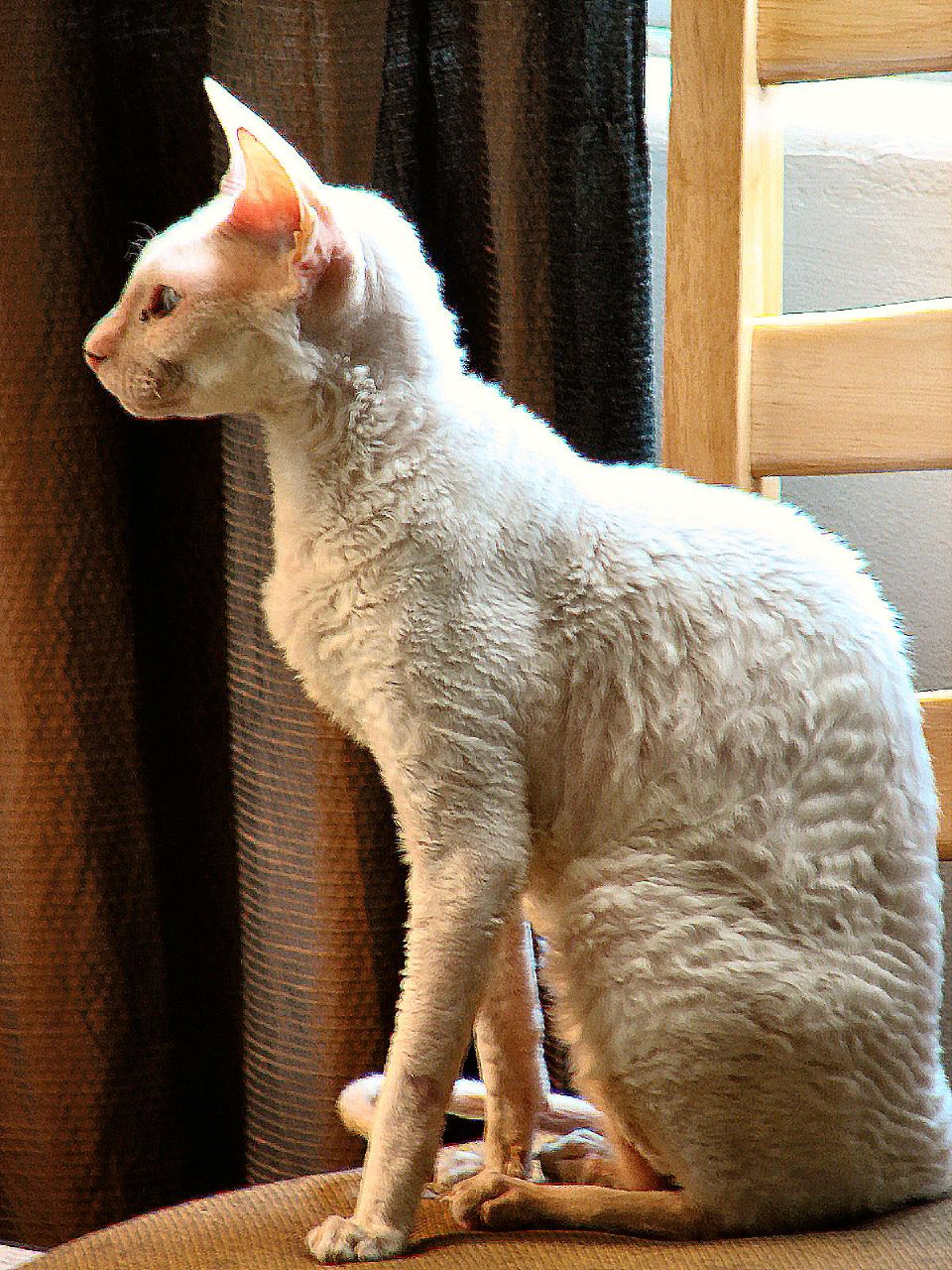